# Coniopteryx (Coniopteryx) forcipata
Coniopteryx (Coniopteryx) forcipata is een insect uit de familie van de dwerggaasvliegen (Coniopterygidae), die tot de orde netvleugeligen (Neuroptera) behoort. 
Coniopteryx (Coniopteryx) forcipata is voor het eerst wetenschappelijk beschreven door  Victor Johnson in 1981.
De soort komt voor in Arizona. Het holotype werd gevangen in de Dragoon Mountains in Cochise County.